# Harmakis Vallis
Harmakhis Vallis és una vall propera a Hellas Planitia, a Mart. S'ha identificat com un canal de sortida, el lloc d'inundacions d'aigua catastròfiques durant el passat de Mart.
Els barrancs també són habituals a la paret de Harmakhis Vallis. Alguns autors han suggerit que aquestes estructures indiquen un flux geològicament recent de petites quantitats d’aigua a la superfície.